# Saint-Sever-de-Saintonge
Saint-Sever-de-Saintonge é uma comuna francesa na região administrativa da Nova Aquitânia, no departamento de Charente-Maritime. Estende-se por uma área de 8,13 km². Em 2010 a comuna tinha 635 habitantes (densidade: 78,1 hab./km²).